# Jānis Vanags (agronom)
Jānis Vanags (ur. 18 listopada 1907 we wsi Krikoli, zm. 15 sierpnia 1986 w Rydze) – łotewski agronom, działacz naukowy i państwowy.

## Życiorys
W 1936 ukończył studia na Uniwersytecie Ryskim, w którym następnie był asystentem, w latach 1937–1938 odbywał służbę w łotewskiej armii, a od 1938 do 1940 pracował jako agrotechnik w stacji doświadczalnej. Po aneksji Łotwy przez ZSRR został członkiem WKP(b). W latach 1940–1951 był ludowym komisarzem/ministrem gospodarki rolnej Łotewskiej SRR, 1951-1953 wiceministrem gospodarki rolnej Łotewskiej SRR, w 1953 zastępcą dyrektora Instytutu Gleboznawstwa i Rolnictwa Łotewskiej SRR, a od 1953 do 1954 zastępcą przewodniczącego Państwowej Komisji Planowania Łotewskiej SRR. W latach 1954–1961 był rektorem Łotewskiej Akademii Rolniczej, od stycznia 1956 członkiem KC Komunistycznej Partii Łotwy, od 5 czerwca 1957 do 20 marca 1963 przewodniczącym Rady Najwyższej Łotewskiej SRR i jednocześnie w latach 1962–1963 ministrem gospodarki rolnej Łotewskiej SRR i 1962–1963 docentem Łotewskiej Akademii Rolniczej. Później był p.o. profesora i od 1965 profesorem Łotewskiej Akademii Rolniczej, a w latach 1966–1976 kierownikiem katedry ekonomii gospodarki rolnej Łotewskiej Akademii Rolniczej. W 1969 otrzymał tytuł doktora, w 1972 został akademikiem Wszechzwiązkowej Akademii Nauk Rolniczych im. Lenina. Od 1976 do 1986 był profesorem katedry ekonomii gospodarki rolnej Łotewskiej Akademii Rolniczej i jednocześnie przewodniczącym sekcji ekonomii Zachodniego Oddziału Wszechzwiązkowej Akademii Rolniczej im. Lenina. W 1966 otrzymał tytuł Zasłużonego Działacza Nauki Łotewskiej SRR.

## Odznaczenia
- Order Lenina (dwukrotnie – 1950 i 1958)
- Order Rewolucji Październikowej (1971)
- order Czerwonego Sztandaru Pracy (trzykrotnie – 1946, 1948 i 1977)
- Order Przyjaźni Narodów (1982)
- Order „Znak Honoru” (1966)